# Wall Lake (Iowa)
Wall Lake ist eine Kleinstadt (mit dem Status „City“) im Sac County im US-amerikanischen Bundesstaat Iowa. Im Jahr 2010 hatte Wall Lake 819 Einwohner, deren Zahl sich bis 2015 auf 795 verringerte. Das U.S. Census Bureau hat bei der Volkszählung 2020 eine Einwohnerzahl von 755 ermittelt.

## Geografie
Wall Lake liegt im mittleren Nordwesten Iowas westlich des gleichnamigen Sees und etwa einen Kilometer östlich des Boyer River, einem linken Nebenfluss des Missouri.
Die geografischen Koordinaten von Wall Lake sind 42°16′16″ nördlicher Breite und 95°05′35″ westlicher Länge. Das Stadtgebiet erstreckt sich über eine Fläche von 3,19 km² sich zum größten Teil über die Levey Township und zu einem kleineren Teil über die Viola Township.
Nachbarorte von Wall Lake sind Lake View (7,7 km nordöstlich), Sac City (25,1 km in der gleichen Richtung), Yetter (27,3 km ostnordöstlich), Auburn (20 km östlich), Breda (19,6 km südöstlich), Westside (23 km südlich), Kiron (26,8 km südwestlich), Odebolt (19,7 km ostnordöstlich) und Early (26,4 km nordnordwestlich).
Die nächstgelegenen größeren Städte sind Iowas Hauptstadt Des Moines (190 km südöstlich), Kansas City in Missouri (402 km südlich), Nebraskas größte Stadt Omaha (165 km südwestlich), Sioux City (132 km westnordwestlich), South Dakotas größte Stadt Sioux Falls (276 km nordwestlich), die Twin Cities in Minnesota (Minneapolis und Saint Paul) (416 km nordnordöstlich) und Cedar Rapids (312 km ostsüdöstlich).

## Verkehr
Wall Lake liegt rund 3 km südlich des in West-Ost-Richtung verlaufenden Iowa Highway 175. Alle weiteren Straßen sind untergeordnete, teils unbefestigte Fahrwege und innerörtliche Verbindungsstraßen.
Durch den Ort führen zwei Eisenbahnlinien der Union Pacific Railroad.
Mit dem Sac City Municipal Airport befindet sich 22 km nordöstlich ein kleiner Flugplatz für die Allgemeine Luftfahrt. Die nächsten Verkehrsflughäfen sind der Des Moines International Airport (196 km südöstlich), das Eppley Airfield in Omaha (158 km südwestlich), der Sioux Gateway Airport in Sioux City (121 km westlich) und der Sioux Falls Regional Airport (281 km nordwestlich).

## Bevölkerung
Nach der Volkszählung im Jahr 2010 lebten in Wall Lake 819 Menschen in 335 Haushalten. Die Bevölkerungsdichte betrug 249,2 Einwohner pro Quadratkilometer. In den 335 Haushalten lebten statistisch je 2,25 Personen.
Ethnisch bestand die Bevölkerung mit zwei Ausnahmen nur aus Weißen.
23,3 Prozent der Bevölkerung waren unter 18 Jahre alt, 48,1 Prozent waren zwischen 18 und 64 und 28,6 Prozent waren 65 Jahre oder älter. 54,1 Prozent der Bevölkerung waren weiblich.
Das mittlere jährliche Einkommen eines Haushalts lag im Jahr 2014 bei 46.635 USD. Das Pro-Kopf-Einkommen betrug 23.304 USD. 15,8 Prozent der Einwohner lebten unterhalb der Armutsgrenze.

## Bekannte Bewohner
- Andy Williams (1927–2012) – Popsänger und Fernsehentertainer – geboren und aufgewachsen in Wall Lake